# Aéroport de Haeju
L'aéroport d'Haeju est situé dans la ville de Haeju, chef-lieu de la province nord-coréenne du Hwanghae du Sud. (code IATA : HAE). Il est administré par l'Armée populaire de Corée et constitue une escale importante dans les vols en Corée du Nord.
L'aéroport possède une piste (12/30) d'une longueur de 1 200 m (élévation 40 m).

## Situation
| \| 100 km1:10 733 000 \| Wonsan Kaesong Chongjin Pyongyang Samjiyŏn Sŏndŏk Hamhung-Tŏksan Sinŭiju Haeju |
| 100 km1:10 733 000                                                                                      |

## Compagnies et destinations
Il est desservi par la compagnie nationale Air Koryo. Les appareils utilisés sont des Antonov An-24 et des Ilyouchin Il-18.
| Compagnies | Destinations                            |
| ---------- | --------------------------------------- |
| Air Koryo  | Pyongyang - Sunan,Chongjin/Ŏrang,Wonsan |